# Чужъяёльская культура
Чужьяельская культура- археологическая культура эпохи энеолита, названая в честь поселения Чужьяель-I.

## Поселение Чужьяель-I
Чужьяель-I находится в Республике Коми, Удорском р-не, на левом берегу реки Мезень выше деревни Чернутьево. Открыто и исследовано В. С. Стоколосом. Датируется второй половиной 3-го тыс. до н. э. Поселение занимает ровный участок боровой террасы. Вскрыты все 5 жилищ -полуземлянок площадью 24-42 м², с 1-2 коридорообразными выходами в торцевых стенах.

## Характеристика поселения
Очаги-кострища (от одного до трех) располагались в центре или по продольной оси котлованов на полу или на земляных возвышениях. Жилища реконструируются как срубные с двускатной кровлей, крытой берестой и слоем земли. Керамика -полуяйцевидные сосуды. Орнамент покрывает всю наружную поверхность горизонтальными зонами прямых линий, заштрихованных треугольников, ромбов и пр., выполненных при помощи разл. гребенчатых штампов, в том числе арочного, а также наколов и ямочных вдавлений. Каменный инвентарь характеризуется господством отщеповой индустрии. Преобладают массивные скребки различных форм и скобели. Чужьяель-I - памятник чужьяельской культуры, выделенной В.С.Стоколосом и отнесенной им к последней четверти IV - первой четверти II тыс. до н.э. Памятники Чужьяельской культуры распространены в бассейне реки Мезени, известны на Средней Вычегде и на водораздельных озера Тимана. В.С.Стоколос включил в нее также памятники ортинского типа (Ортино, стоянка, ортинская культура), выделяя их в тундровый вариант Чужьяельской Культуры. По его мнению, Культура сформировалась в неолите на основе волго-камской культуры при влиянии южного компонента накольчатой керамики и при несколько более позднем воздействии зауральского населения в процессе продвижения носителей  в приполярные районы. Данной точке зрения противостоит концепция ряда исследований о западно-сибирском происхождении ; оспаривается и столь древняя датировка ранних памятников Чужьяельской культуры.